# Latisternum
Latisternum is een kevergeslacht uit de familie van de boktorren (Cerambycidae). De wetenschappelijke naam van het geslacht werd voor het eerst geldig gepubliceerd in 1894 door Jordan.

## Soorten
Latisternum omvat de volgende soorten:
- Latisternum burgeoni Breuning, 1935
- Latisternum macropus Jordan, 1903
- Latisternum marshalli Breuning, 1935
- Latisternum pulchrum Jordan, 1894
- Latisternum romani Breuning, 1935
- Latisternum simile Báguena & Breuning, 1958
- Latisternum strandi Breuning, 1935